# Diego Patiño Amariles
Diego Patiño Amariles (Pereira, siglo XX) es un político colombiano, actual Representante a la Cámara por el Departamento de Risaralda, del cual fue Gobernador en dos ocasiones. 

## Biografía
Nació en Pereira y estudió ingeniería civil en la Universidad Nacional, en la sede de Manizales.
Miembro del Partido Liberal, comenzó su carrera política cuando en 1980 fue nombrado como Secretario de Planeación de Dosquebradas, municipio del cual fue Alcalde entre 1981 y 1982. En 1984 se convirtió en Ingeniero Jefe de Planeación de Acueducto y Alcantarillado de las Empresas Públicas de Pereira, para ser, entre 1984 y 1985, Secretario de Obras Públicas de Pereira, durante la administración del Alcalde Juan Guillermo Ángel. En 1986 se convirtió en Director de Planeación de la Corporación Autónoma Regional de Risaralda.
Entre 1986 y 1987 fue Secretario de Planeación de Risaralda, bajo la administración de Fabio Villegas Ramírez. En 1987 fue designado Gobernador de Risaralda, por el presidente Virgilio Barco Vargas, ocupando el cargo hasta 1988.
En 1991 fue elegido a la Cámara de Representantes por primera ocasión, ocupando el escaño hasta 1994. En 1994 fue elegido por voto popular como Gobernador de Risaralda en un segundo mandato, con el apoyo del Partido Liberal, la Alianza Democrática M-19 y del sector pastranista del Partido Conservador. En 2000 intentó volver a ser Gobernador, pero resultó derrotado por Elsa Gladys Cifuentes, quien tenía el apoyo de algunos sectores del Partido Liberal y del Partido Conservador, agrupados en el "Pacto de Guacarí".
Tras esto, fue asesor del Financiera de Desarrollo Territorial y el Departamento Administrativo Nacional de Estadística. En 2006 regresó a la Cámara de Representantes. En la Cámara, es miembro de la Comisión VI.
Hijo suyo es Juan Diego Patiño Ochoa, quien resultó elegido Gobernador de Risaralda en las elecciones regionales de 2023.